# Бауэрмейсер, Мэри
Мэ́ри Бау́эрмейсер (нем. Mary Bauermeister; 7 сентября 1934, Франкфурт-на-Майне, Нацистская Германия — 2 марта 2023, Бергиш-Гладбах) — немецкая художница, дизайнер, скульптор в области реализма, инсталляций, автор иллюстраций к музыкальным произведениям. Кавалерка ордена «За заслуги перед Федеративной Республикой Германия» (2020). Являлась автором более пятнадцати иллюстраций, скульптур, и книг; некоторые из них хранятся в Нью-Йорке. Один из создателей движения «Fluxus» в городе Кёльне.

## Биография

### Ранние годы

#### Жизнь в Германии и Франции
Родилась 7 сентября 1934 года во Франкфурте-на-Майне, в семье Вольфа Бауэрмейсера, профессора генетики и антропологии и певицы Лауры Бауэрмейсер, которые позже после её рождения развелись. В итоге этого девочка некоторое время жила с отцом. Начала свою деятельность ещё в школе рисования, где большое влияние на неё окозал её учитель Гюнтер Отт, а ещё некоторое время начала увлекаться скульптурами. В 1956 году, в возрасте 22 лет, вместе с отцом поселилась в Кёльне. В одно время увлекалась рисованием на кёльнский студии «Fluxus», которую сама же и основала. Спустя год она встретила своего будущего мужа, композитора Карлхайнца Штокхаузена, а ещё спустя несколько месяцев она писала с ним новою музыку. В 1961 году приняла участие в создании своей первой театральной постановке «Original» (рус. Оригинал), а в 1962 году совершила первую персональную выставку своих скульптур. Это же событие и повлияло на её дальнейшую деятельность и известность.
В дальнейшем вместе со своим мужем училась музыкой. В результате получения известности в настоящее время известно её жизни во Франции. Там же присутствует большая часть их работ. В 1962 году приняла участие на Международном конкурсе новой музыки в городе Дармштадт (Германия) от лица Франции. В итоге вместе со своим мужем стала наиболее известная. Тогда же в семье родился первый ребёнок (в дальнейшем родилось ещё три ребёнка). В результате этого начался новый период в жизни семьи, как в творчестве, так и в жизни. Уже начиная с 1958 года начала знакомиться с местной арт-сценой. По неизвестной причине в 1972 году она рассталась с мужем; спустя два года женилась на музыканте. В том же году родился второй ребёнок. В 1962 году провела одну из самых успешных своих выставок в Амстердамме, на которой были представлены её работы начиная с 1958 года, в результате увлечения музыкой начала увлекатся поп-артом. Бо́льшая часть её произведений того времени представляет собой хрустальные скульптуры, которые в результате были представлены в Нью-Йорке.

#### Карьера в США и Германии. Последние годы

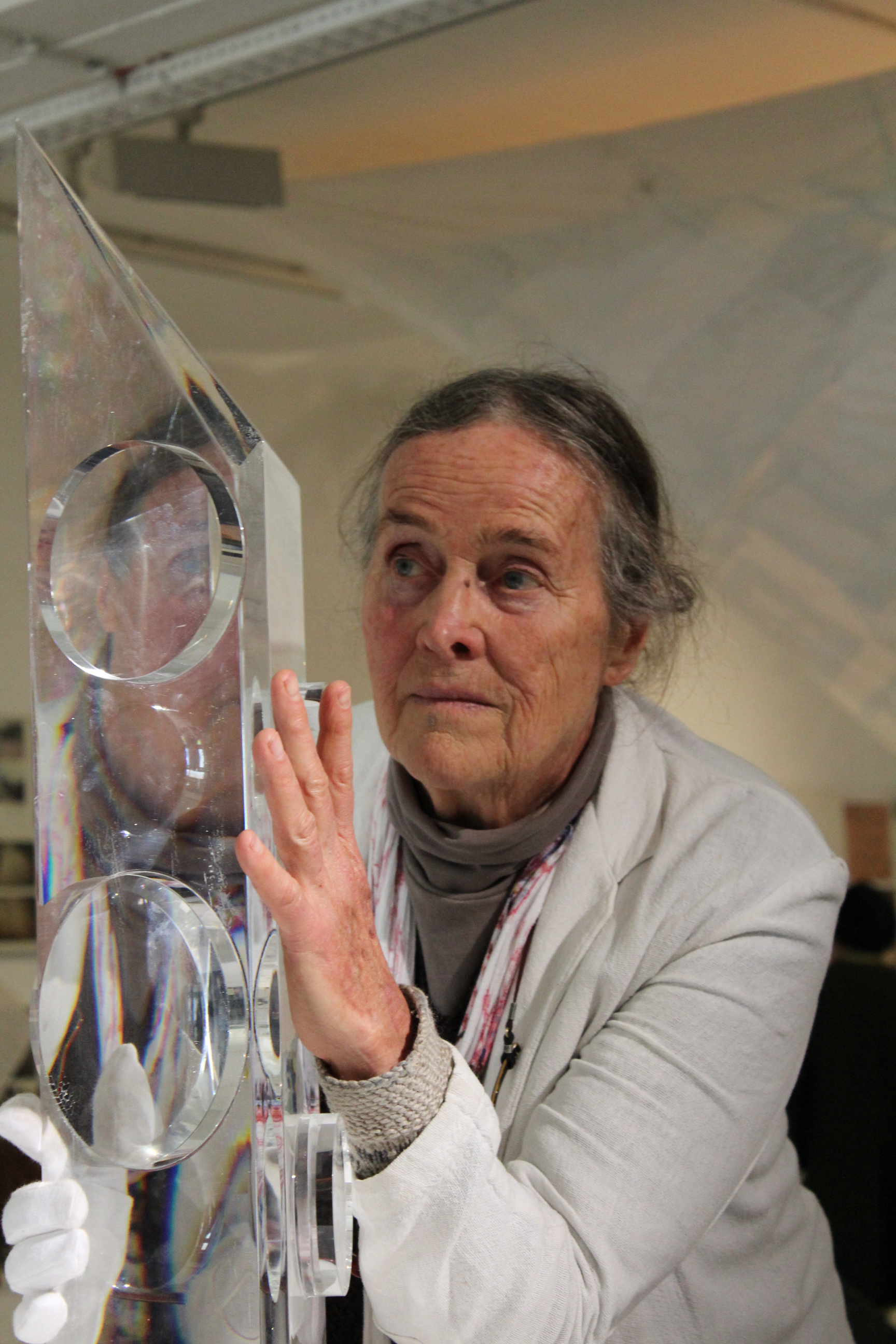
Рядом с одной из своих скульптур в 2012 году

Одна из самых первых собраний скульптур Бауэрмейсер в Нью-Йорке была создана в 1962 году. В то же время она смогла написать несколько книг[каких?], которые в последствии стали одним из экспонатов музея. В результате этого она женилась на писателе из Израиля. В 1970 году вернулась в Германию, где в дальнейшем стала заниматься политикой и науками. В настоящее время известно о некоторых её научных трудах. Карьера иллюстратора стала одной из самых известных в её жизни, делала их к своим же книгам и книгам других писателей. По некоторым данным, делала скульптуры на заказ. 
Скончалась утром в четверг 2 марта 2023 года в Бергиш-Гладбах (Германия), где жила в последние годы жизни. Об утверждении о её смерти сообщил её сын. За три года до смерти удостоена Орденом «За заслуги перед Федеративной Республикой Германия». По некоторым данным, в последние годы жизни страдала от различных болезней. По состоянию на сегодняшний день ведётся увековечивание памяти. В дальнейшем после её смерти считается одним из самых лучших скульпторов своего времени.